# Harris Eisenstadt/Diskografie

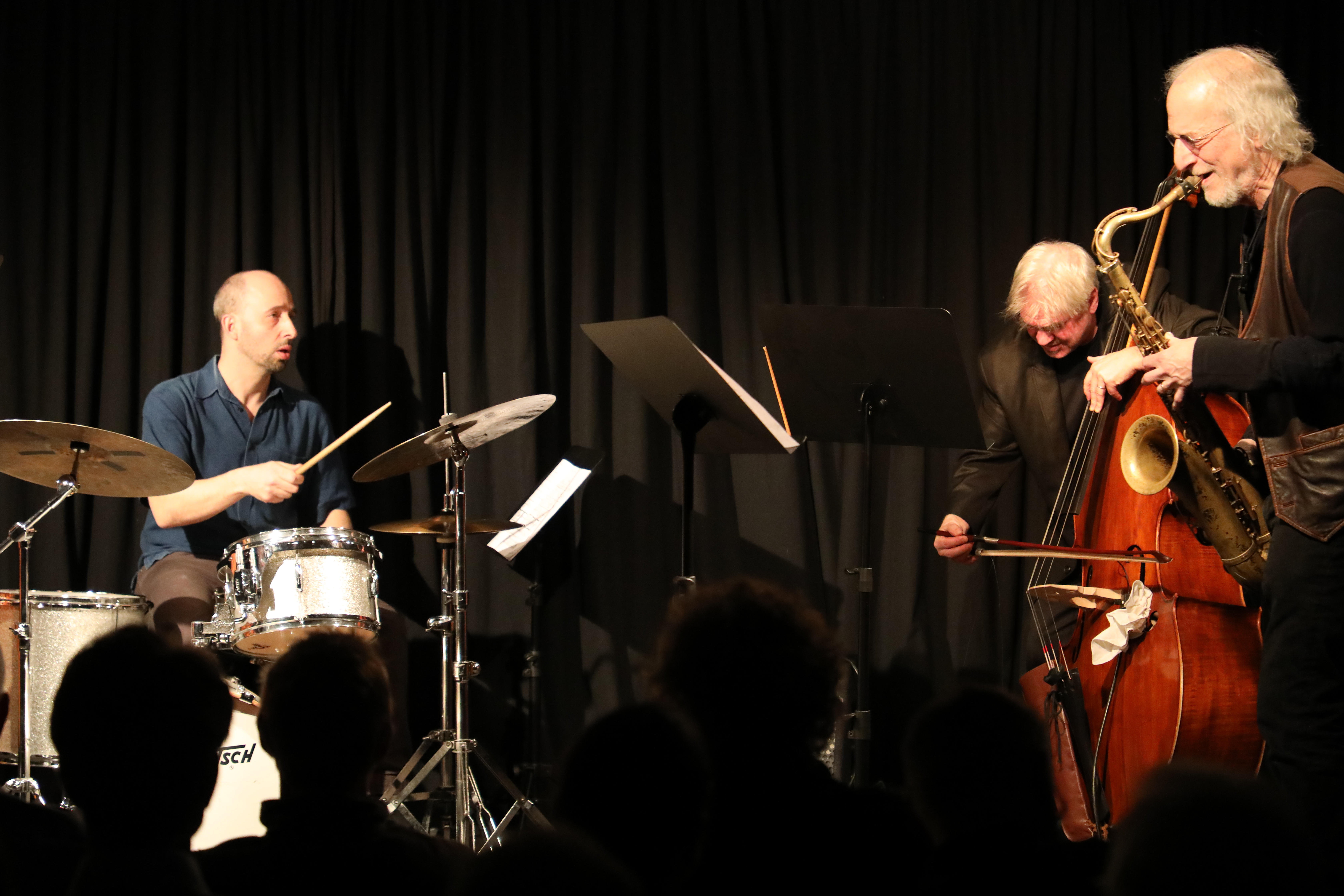
Harris Eisenstadt (links), Ken Filiano (Mitte) und Larry Ochs (rechts) mit The Fictive Five bei einem Konzert im Club W71, Weikersheim

Diese Diskografie ist eine Übersicht über die veröffentlichten Tonträger des Jazzmusikers Harris Eisenstadt. Sie umfasst seine Alben unter eigenem Namen, u. a. mit seinen eigenen Bandprojekten Canada Day und Old Growth Forest (Abschnitt 1), seine Mitwirkung bei kollaborativen Bandprojekten (Abschnitt 2) und seine Beteiligung bei weiteren Produktionen (Abschnitt 3). Nach Angaben des Diskografen Tom Lord war er zwischen 1998 und 2019 an 60 Aufnahmesessions beteiligt.

## Alben unter eigenem Namen
Dieser Abschnitt listet die von Harris Eisenstadt veröffentlichten Tonträger chronologisch nach Erscheinungsjahr.
| Album                                  | Musiklabel     | VÖ   | Anmerkungen |
| -------------------------------------- | -------------- | ---- | --- |
| Last Minute of Play in This Period     | Questionable   | 2000 | Harris Eisenstadt in div. Besetzungen mit Jeff Eliassen, Jesse Gilbert, Michael Dillon, Wadada Leo Smith, Vinny Golia |
| Fight or Flight                        | Newsonic       | 2002 | Ellen Burr, Bill Casale, Brad Dutz, Bruce Fowler, David Philipson, Mark Weaver |
| Jalolu                                 | CIMP           | 2004 | Paul Smoker, Roy Campbell, Taylor Ho Bynum, Andy Laster |
| Ahimsa Orchestra                       | Nine Winds     | 2004 | Steve Adams, David Brandt, Kyle Bruckmann, Ellen Burr, Jessica Catron, Alex Cline, Dan Clucas, George Cremaschi, Vinny Golia, Phillip Greenlief, Bill Horvitz, George McMullen, Sara Schoenbeck, Kris Tiner, Toyoji Tomita, Brian Walsh, Omid Zoufonoun |
| The Soul and Gone                      | 482 Music      | 2005 | Jason Adasiewicz, Jeb Bishop, Jason Mears, Jason Roebke, Jeff Parker |
| The All Seeing Eye + Octets            | Poo-bah        | 2007 | Chris Dingman, Daniel Rosenboom, Aaron Smith, Andrew Pask, Brian Walsh, Sara Schoenbeck, Scott Walton, Marc Lowenstein |
| Canada Day                             | Clean Feed     | 2009 | Chris Dingman, Matt Bauder, Nate Wooley, Garth Stevenson |
| Woodblock Prints                       | NoBusiness     | 2011 | Brian Drye, Mark Taylor, Jay Rozen, Sara Schoenbeck, Mike McGinnis, Jason Mears, Jonathan Goldberger, Garth Stevenson |
| Canada Day II                          | Songlines      | 2011 | Chris Dingman, Matt Bauder, Nate Wooley, Eivind Opsvik |
| September Trio                         | Clean Feed     | 2012 | Ellery Eskelin, Angelica Sanchez |
| Canada Day III                         | Songlines      | 2012 | Chris Dingman, Matt Bauder, Nate Wooley, Garth Stevenson |
| Canada Day Octet                       | 482 Music      | 2012 | Chris Dingman, Matt Bauder, Nate Wooley, Garth Stevenson, Ray Anderson, Jason Mears, Dan Peck |
| Recent Developments                    | Songlines      | 2016 | Brandon Seabrook, Eivind Opsvik, Sara Schoenbeck, Hank Roberts, Anna Webber, Jeb Bishop, Nate Wooley, Dan Peck |
| Canada Day IV                          | Songlines      | 2016 | Chris Dingman, Matt Bauder, Nate Wooley, Garth Stevenson |
| Old Growth Forest                      | Clean Feed     | 2017 | Jeb Bishop, Tony Malaby, Jason Roebke |
| Whatever Will Happen That Will Also Be | NoBusiness     | 2017 | Harris Eisenstadt (comp), Mivos String Quartet |
| On Parade in Parede                    | Clean Feed     | 2018 | Canady Day Quartet, mit Matt Bauder, Nate Wooley, Pascal Niggenkemper |
| Canada Day Quartet Live                | Clean Feed     | 2019 | Nate Wooley, Alexander Hawkins, Pascal Niggenkemper |
| Old Growth Forest II                   | Astral Spirits | 2019 | Jeb Bishop, Tony Malaby, Jason Roebke |

## Kollaborative Bandprojekte
| Album                                           | Musiker                                                                   | Musiklabel      | VÖ   | Anmerkungen                                               |
| ----------------------------------------------- | ------------------------------------------------------------------------- | --------------- | ---- | --------------------------------------------------------- |
| Pan (I.C. Trio)                                 | Travis Just, Michael Dillon                                               | Questionable    | 2001 |                                                           |
| AMH Trio: Live at Field and Frame               | Mark Weaver, Alan Lechuza                                                 | Plutonium       | 2002 |                                                           |
| Warning Lights                                  | Brassum                                                                   | Plutonium       | 2003 | Mark Weaver, Dan Clucas, Michael Vlatkovich               |
| Duo                                             | David Rothbaum                                                            | EMR             | 2003 |                                                           |
| Boxes of Water                                  | Cory Wright, Noah Phillips, Aaron Kohen                                   | Evander         | 2003 |                                                           |
| The Hebrew Hammer (Movie soundtrack)            |                                                                           |                 | 2003 |                                                           |
| High Mayhem Fest Comp                           | Chris Jonas, J.A. Deane                                                   | High Mayhem     | 2004 |                                                           |
| This Side of North                              |                                                                           | Siren Music     | 2003 |                                                           |
| High Mayhem Fest Comp – Chris Jonas, J.A. Deane | High Mayhem                                                               |                 | 2003 |                                                           |
| Brassum Live                                    | Mark Weaver, Dan Clucas, Michael Vlatkovich                               | Pfmentum        | 2005 |                                                           |
| The Darts (EP)                                  | Noah Phillips                                                             | EMR             | 2005 |                                                           |
| K3: Live in London                              | Ian Smith, Simon H. Fell                                                  | Bruce’s Fingers | 2005 |                                                           |
| The Zone                                        | Paul Rutherford, Torsten Müller                                           | KonnexRecords   | 2006 |                                                           |
| The Diplomats                                   | Steve Swell, Rob Brown                                                    | Clean Feed      | 2006 |                                                           |
| Build an Ark: Dawn                              | Big Black, Phil Ranelin u. a.                                             | Kindred Spirits | 2007 |                                                           |
| And Begin Again                                 | Tin Bag                                                                   | Evander         | 2007 | Kris Tiner, Mike Baggetta, Brian Walsh                    |
| Live in Oxford                                  | The Convergence Quartet                                                   | FMR             | 2008 | Taylor Ho Bynum, Alexander Hawkins und Dominic Lash       |
| Tiebreaker                                      | Jeb Bishop, Jason Roebke                                                  | NotTwo Records  | 2008 |                                                           |
| Guewel                                          | Taylor Ho Bynum, Nate Wooley, Mark Taylor, Josh Sinton                    | Clean Feed      | 2008 |                                                           |
| Starmelodics                                    | Achim Kaufmann, Mark Dresser                                              | Nuscope         | 2009 |                                                           |
| Song/Dance                                      | The Convergence Quartet                                                   | Clean Feed      | 2010 | Taylor Ho Bynum, Alexander Hawkins und Dominic Lash       |
| Golden State                                    | Nicole Mitchell, Sara Schoenbeck, Mark Dresser                            | Songlines       | 2013 |                                                           |
| Golden State II                                 | Michael Moore, Sara Schoenbeck, Mark Dresser                              | Songlines       | 2014 |                                                           |
| Slow and Steady                                 | The Convergence Quartet                                                   | No Business     | 2014 | Taylor Ho Bynum, Alexander Hawkins, Dominic Lash          |
| The Destructive Element                         | September Trio                                                            | Clean Feed      | 2016 | Ellery Eskelin, Angelica Sanchez                          |
| Owl Jacket                                      | The Convergence Quartet: Taylor Ho Bynum, Alexander Hawkins, Dominic Lash | No Business     | 2016 |                                                           |
| You Have Options                                | François Houle, Alexander Hawkins                                         | Songlines       | 2018 |                                                           |
| Anything Is Possible                            | The Fictive Five                                                          | Clean Feed      | 2019 | Nate Wooley, Larry Ochs, Ken Filiano, Pascal Niggenkemper |

## Als Mitwirkender bei weiteren Produktionen
| Album                                | Künstler                                      | VÖ         | Musiklabel            | Anmerkungen                                                                                     |
| ------------------------------------ | --------------------------------------------- | ---------- | --------------------- | ----------------------------------------------------------------------------------------------- |
| 4 Expositions with Harris Eisenstadt | Brandon Evans                                 | 1999       | Parallactic           | Brandon Evans, Harris Eisenstadt                                                                |
| So I Was                             | Matt Richelson                                | 2000       | Questionable          |                                                                                                 |
| Don’t Panic                          | Travis Just                                   | 2000       | Questionable          |                                                                                                 |
| Skeleton Key Orchestra               | Nathan Hubbard                                | 2002       | Circumvention         |                                                                                                 |
| The Hebrew Hammer (Soundtrack)       |                                               |            |                       |                                                                                                 |
| The Stolen Stars                     | Kraig Grady                                   | 2003       | AOA                   | mit Sara Schoenbeck u. a.                                                                       |
| Organic Orchestra                    | Adam Rudolph                                  | 2003       | Meta                  |                                                                                                 |
| Skeleton Key Orchestra               | Nathan Hubbard                                | 2003       | Circumvention         |                                                                                                 |
| Vista                                | Sam Rivers                                    | Meta       | 2004                  | mit H.E., Adam Rudolph                                                                          |
| Organic Orchestra II                 | Adam Rudolph                                  | 2004       | Meta                  |                                                                                                 |
| In The Garden                        | Yusef Lateef & Adam Rudolph Organic Orchestra | 2005       | Meta                  |                                                                                                 |
| The Wedding Crashers (Soundtrack)    |                                               |            | 2005                  |                                                                                                 |
| Thought Forms                        | Adam Rudolph Organic Orchestra                | 2008       | Meta                  |                                                                                                 |
| Fire Sign                            | Jeremiah Cymerman                             | 2010       | Tzadik                | mit Chris Hoffman, Sam Kulik, Nate Wooley, Tom Blancarte, Brian Chase, Peter Evans              |
| Army of Strangers                    | Jessica Pavone                                | 2011       | Porter                | mit Brandon Seabrook, Jonti Siman                                                               |
| Put Your Hands Together              | Nate Wooley Quintet                           | 2011       | Clean Feed            | mit Matt Moran, Eivind Opsvik, Josh Sinton                                                      |
| Genera                               | François Houle 5 + 1                          | 2012       | Songlines             | Benoît Delbecq, Michael Bates, Taylor Ho Bynum, Samuel Blaser                                   |
| Book of Changes                      | Jason Mears Electric Quintet                  | 2013       | Prefecture            | Angelica Sanchez, Kevin Farrell, Jonathan Goldberger                                            |
| Tusk                                 | Sean Moran Small Elephant                     | 2013       | NCM East              | Mike McGinnis, Chris Dingman, Reuben Radding                                                    |
| Angsudden Song Cycle                 | Mike McGinnis                                 | 2013       | 482 Music             | Kyoko Kitamura, Sara Schoenbeck, Sean Moran, Dan Fabracatore, Khabu Doug Young, Jason Kao Hwang |
| (Sit in) the Throne of Friendship    | Nate Wooley Sextet                            | Clean Feed | 2014                  | Matt Moran, Eivind Opsvik, Josh Sinton, Dan Peck                                                |
| Naked Singularity                    | Jay Rosen                                     | 2015       | Composers Concordance | Sara Schoenbeck a.o.                                                                            |
| Fictive Five                         | Larry Ochs                                    | 2015       | Tzadik                | Nate Wooley, Ken Filiano, Pascal Niggenkemper                                                   |
| Dance to the Early Music             | Nate Wooley Quintet                           | 2015       | Clean Feed            | Matt Moran, Eivind Opsvik, Josh Sinton (Clean Feed)                                             |
| Anything is Possible                 | Larry Ochs Fictive Five                       | 2018       | Clean Feed            | Nate Wooley, Ken Filiano, Pascal Niggenkemper                                                   |
| Ragmala: A Garland of Ragas          | Adam Rudolph Go: Organic Orchestra            | 2019       | Meta                  |                                                                                                 |
| Sara Schoenbeck                      | Sara Schoenbeck                               | 2021       | Pyroclastic Records.  |                                                                                                 |